# Rhinocricus cutervoensis
Rhinocricus cutervoensis är en mångfotingart som beskrevs av Kraus 1957. Rhinocricus cutervoensis ingår i släktet Rhinocricus och familjen Rhinocricidae. Inga underarter finns listade i Catalogue of Life.